# Eva Ortiz Vilella
Eva Ortiz Vilella (ur. 16 października 1975 w Orihueli) – hiszpańska działaczka partyjna i samorządowa związana z Walencją, posłanka do Parlamentu Europejskiego VII kadencji, senator.

## Życiorys
Z wykształcenia ekonomistka. Zaangażowała się w działalność Partii Ludowej w Walencji. Była koordynatorką grupy ludowej w regionalnej federacji gmin i prowincji. Od 2003 była zastępcą burmistrza miasta Orihuela, a od 2007 urzędnikiem władz wykonawczych ds. przemysłu i zatrudnienia.
W wyborach w 2009 kandydowała z 24. miejsca listy krajowej Partii Ludowej do Parlamentu Europejskiego. W 2011 zasiadła w regionalnym parlamencie Walencji VIII kadencji. Mandat eurodeputowanej objęła 1 grudnia tego samego roku w ramach dodatkowej puli mandatów po wejściu w życie traktatu lizbońskiego. W PE przystąpiła do grupy Europejskiej Partii Ludowej. W PE zasiadała do 2014. Została też sekretarzem generalnych swojej partii w Walencji. W 2015 powróciła do parlamentu tej wspólnoty autonomicznej (reelekcja w 2019 i 2023).
W 2023 została następnie wybrana w skład hiszpańskiego Senatu.